# Sanne kyrka
Sanne kyrka är en kyrkobyggnad strax öster om Sannesjön i Munkedals kommun. Den tillhör sedan 2022 Munkedals församling (tidigare Sanne församling) i Göteborgs stift.

## Kyrkobyggnaden
Nuvarande kyrka uppfördes 1845-1847 efter ritningar av Johan Fredrik Åbom och ersatte en enkel träkyrka från 1708. Kyrka har funnits i Sanne sedan medeltiden.
Nuvarande stenkyrka består av långhus med tresidigt kor i öster och kyrktorn i väster som byggdes 1850. En sakristia finns öster om koret och tillkom vid en ombyggnad 1965-1966 då en ny korvägg byggdes framför kyrkans östra vägg. Långhuset har ett sadeltak som är valmat över koret och täckt med rött tegel. Tornet har ett kopparklätt tak och kröns med en åttakantig lanternin av trä och en kopparklädd spetsig tornspira. Skillnader som syns mellan bilderna från 1917 och 2014 är bl.a. att skorstenen från den vedeldade kaminen tagits bort när centralvärme installerats. Kaminen var aldrig särskilt effektiv. Det visade sig bero på ett halvstängt spjäll som man inte såg förrän kaminen revs.

## Inventarier
- Altartavlan är målad 1755 av Jonas Ahlstedt i Uddevalla.
- Orgeln med tolv stämmor är byggd av Tostareds orgelfabrik i Björketorp och installerad 1975. Första orgeln är byggd 1918.
- En kalkformig dopfunt med sexsidig cuppa är möjligen från 1700-talet. Funten målades 1997-1998.
- En medeltida dopfunt av täljsten finns i vapenhuset.
- Predikstolen med åttakantig korg är från 1800-talet och ommålad 1966.